# Hemostaza
Hemostaza – całokształt mechanizmów zapobiegających wypływowi krwi z naczyń krwionośnych (czyli jej wynaczynieniu), zarówno w warunkach prawidłowych, jak i w przypadkach ich uszkodzenia, a jednocześnie zapewniający utrzymanie płynności i prawidłowego przepływu krwi w układzie krwionośnym. Pojęcie hemostazy obejmuje zarówno krzepnięcie krwi, jak i fibrynolizę. Oba procesy zachodzą jednocześnie, również w momencie tworzenia skrzepu.

## Etapy hemostazy
Podział hemostazy na etapy jest umowny. Najczęściej hemostaza jest dzielona na dwa główne etapy: krzepnięcie i fibrynoliza. Oba te procesy zachodzą równocześnie i pozostają w pewnej równowadze. Przewaga któregoś z tych procesów jest rezultatem przewagi aktywności kompleksu enzymatycznego nad kompleksem drugiego procesu.

## Krzepnięcie
Składa się z następujących procesów:
- hemostazy pierwotnej,
  - hemostazy naczyniowa,
  - hemostazy płytkowej,
- hemostazy wtórnej,
  - hemostazy osoczowej,
  - powstania włóknika.

Hemostaza pierwotna kończy się wytworzeniem czopu płytkowego. Hemostaza wtórna ma na celu utworzenie skrzepu. Obejmuje aktywację osoczowych czynników krzepnięcia i wytworzenie usieciowanego włóknika.

## Hemostaza naczyniowa
Jest to proces związany z występowaniem fizycznej bariery dzielącej krew od innych tkanek. Najważniejszą rolę pełni tu śródbłonek, który oprócz bariery fizycznej, stanowi barierę elektrostatyczną dla ujemnie naładowanych błon komórkowych erytrocytów (obecność kwasu sjalowego). Jednocześnie głębsze warstwy naczynia są zbudowane m.in. z kolagenu, który jest dodatnio naładowany. W momencie uszkodzenia naczynia włókna kolagenu zmieniają ładunek naczynia, co powoduje przyciąganie nie tylko erytrocytów, ale również trombocytów. Przez hemostazę naczyniową rozumie się również produkcję przez śródbłonek czynników hipotensyjnych, antyagregacyjnych, czynników krzepnięcia V i VIII, antytrombiny III, aktywatora czynnika XII oraz tromboplastyny tkankowej. Zaburzenia czynności śródbłonka oraz innych warstw naczynia są powodem skaz naczyniowych. W wyniku uszkodzenia naczynia krwionośnego następuje jego lokalne obkurczenie. Szczególnie dobrze jest to widoczne przy naczyniach tętniczych, gdzie światło może zostać całkowicie zamknięte. Naczynia żylne mają mniejszą zdolność obkurczenia, maksymalnie jest to około 50% światła. Zwężenie światła przepływu ułatwia aktywację trombocytów oraz pomaga zredukować utratę krwi.

## Hemostaza płytkowa

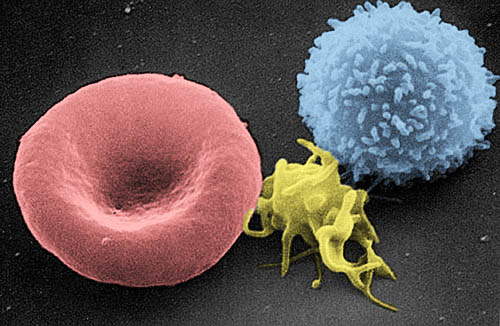
Od lewej: erytrocyt, zaktywowany trombocyt, leukocyt

Jest to proces związany z czynnością trombocytów. Wyróżnia się trzy procesy związane hemostazą płytkową:
- aktywację,
- adhezję,
- agregację i uwalnianie.

### Aktywacja
Aktywacja jest to proces umożliwiający czynny udział płytek w hemostazie. W normalnych warunkach ściana naczynia hamuje proces aktywacji poprzez produkcję tlenku azotu, PGI2 oraz śródbłonkowej ADP-azy. ADP pełni rolę regulatora krzepnięcia, jest najważniejszym czynnikiem aktywującym trombocyty i powodujący uwalnianie substancji zawartych w ziarnistościach. Stężenie ADP jest regulowane dzięki stałej obecności układu usuwającego ADP. W osoczu jest to głównie kinaza pirogronianowa, rozkładająca przy użyciu ADP 2-fosfoenolopirogronian do pirogronianu i ATP. Drugim elementem regulującym jest wspomniana śródbłonkowa ADP-aza. Śródbłonek wytwarza czynnik von Willebranda, który umożliwia im przyłączenie się do kolagenu błony postawnej. W wyniku uszkodzenia naczynia czynnik von Willebranda staje się ligandem dla płytek, co umożliwia adhezję i aktywację. W wyniku aktywacji płytek, zmieniają one kształt na kulisty oraz pojawiają się pseudopodia.

### Adhezja

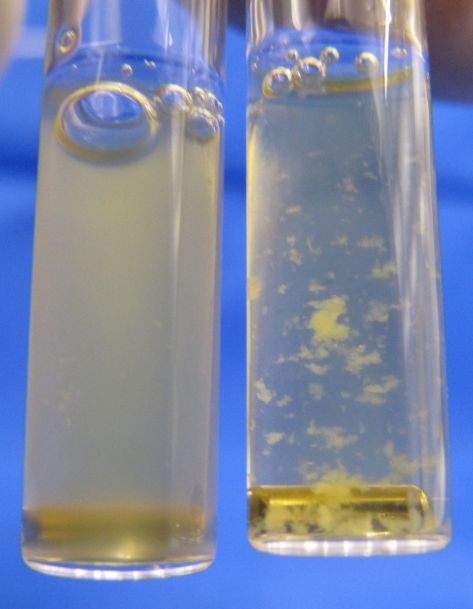
Po lewej bogatopłytkowe osocze. Po dodaniu ADP płytki wiążą się ze sobą tworząc białe smugi (po prawej)

Trombocyty nie posiadają zdolności do adhezji do zdrowego, nieuszkodzonego naczynia. Jednak pojawienie się na powierzchni śródbłonka włókien kolagenu, błon podstawnych czy mikrofibryl powoduje adhezję płytek krwi. Szczególne znaczenie dla adhezji ma czynnik von Willebranda, który jest ligandem dla adhezji trombocytów. Umożliwia on połączenie trombocytów z kolagenem z uszkodzonego naczynia. Sam kolagen ma ograniczone zdolności wiązania się z płytkami.

### Agregacja i uwalnianie
Trombocyty zawierają dwa rodzaje ziarnistości: ziarnistości α i δ (gęste). Po związaniu płytek krwi z macierzą podśródbłonkową następuje ich aktywacja, co skutkuje uwalnianienim zawartości ziarnistości do środowiska.
Z ziarnistości gęstych są uwalniane:
- ADP i ATP,
- jony wapnia,
- jony magnezu,
- serotonina.

Z ziarnistości α są uwalniane:
- czynnik płytkowy 4 (PF4)
- PDGF,
- fibrynogen,
- fibronektyna,
- czynnik von Willebranda,
- trombospondyna (TSP),
- białko S,
- czynnik V,
- czynnik VIII[1].

Trombocyty wydzielają również katecholaminy, histaminę, kwaśne hydrolazy, lipoproteiny, mukopolisacharydy, albuminę i pewne białka o właściwościach antybakteryjnych. Czynnikiem uwalniającym jest przede wszystkim ADP. Obok ADP ważnymi czynnikami powodującymi uwalnianie są: trombina, kolagen, adrenalina, serotonina, kompleksy antygen-przeciwciało, rozpuszczalna forma fibryny, endotoksyny. PDGF i trombospondyna nie są bezpośrednio zaangażowane w hemostazę. Stymulują one angiogenezę oraz proliferację komórek śródbłonka.

## Hemostaza osoczowa

Kaskada krzepnięcia krwi

Najogólniej jest to proces związany z białkami występującymi w osoczu oraz białkami związanymi z błoną komórkową tkanek. Jest to proces mający na celu wytworzenie fibryny stabilnej (czynnik Ib). Wyróżnia się dwa powiązane ze sobą szlaki: szlak wewnątrzpochodny i zewnątrzpochodny. Oba szlaki przebiegają z wytworzeniem czynnika Xa i posiadają wspólną drogę końcową. Jest to kaskada enzymów. Aktywacja dowolnego enzymu na szlaku, powoduje wytworzenie czynnika Ib. Czynniki aktywne w tych szlakach oznacza się poprzez dodanie litery, a do numeru czynnika nieaktywnego, jedynie włóknik (fibryna stabilna) jest oznaczany przez Ib. Czynniki krzepnięcia to w istocie proteazy serynowe w postaci zymogenów.

### Szlak zależny od czynnika kontaktu (wewnątrzpochodny)
Jest aktywowany poprzez kontakt czynnika XII z kalikreinami, kolagenem i kininogenami. Prowadzi to do powstania czynnika XIIa i reakcji kaskadowej. Maksymalna aktywność czynnika XII występuje w obecności kalikreiny i wielkocząsteczkowego kininogenu. Kalikreina powstaje w wyniku proteolizy prekalikreiny przez czynnik XII (sprzężenie zwrotne dodatnie). Czynnik X może zostać aktywowany przez czynnik VIIa, co stanowi przykład powiązania obu szlaków.

### Szlak zależny od czynnika tkankowego (zewnątrzpochodny)
Jest zapoczątkowany przez aktywację czynnika VII do VIIa w obecności tromboplastyny tkankowej i jonów wapnia. Czynnik VIIa aktywuje czynnik X. Tromboplastyna tkankowa jest uwalniana z uszkodzonych tkanek. Szlak zewnątrzpochodny przebiega znacznie szybciej od wewnątrzpochodnego.

### Kompleks protrombinazowy
Składa się z:
- protrombiny,
- czynnika Xa,
- czynnika Va,
- jonów wapnia,
- płytkowych fosfolipidów anionowych.

Czynnik Xa jest enzymem przekształcającym protrombinę w trombinę. Czynnik V pełni jedynie funkcje kofaktora. Na tym etapie ważne są płytkowe fosfolipidy, dostarczane głównie przez trombocyty.

### Powstanie włóknika
Trombina powoduje odczepienie dwóch par fibrynopeptydów od z fibrynogenu, który określa się jako monomer fibryny. Monomery fibryny ulegają nieenzymatycznej polimeryzacji, ostatecznie tworząc przestrzenny polimer fibryny labilnej (Ia). Następnie pod wpływem czynnika XIIIa ulega on przekształceniu do bardziej stabilnego i wytrzymałego włóknika (Ib). Po wytworzeniu skrzepu dochodzi do jego retrakcji. Włókienka fibryny skracają się i wyciskają z niego surowicę.

## Rodzaje skrzepów
- biały skrzep – składa się głównie z fibryny i trombocytów, ubogi w erytrocyty. Powstaje w miejscach o szybkim przepływie krwi
- czerwony skrzep – składa się głównie z erytrocytów i fibryny. Powstaje w miejscach o zwolnionym przepływie krwi
- rozsiane złogi fibryny – powstaje w bardzo małych naczyniach

## Związki zaangażowane w hemostazę

### Osoczowe czynniki krzepnięcia
| Numer | Nazwa                                                                                     | Funkcja |
| ----- | ----------------------------------------------------------------------------------------- | --- |
| I     | fibrynogen                                                                                | Tworzenie skrzepu fibrynowego.                                                                                            |
| II    | protrombina                                                                               | Aktywna forma (trombina) aktywuje czynniki: I, V, VII, XIII.                                                              |
| III   | tromboplastyna (czynnik tkankowy)                                                         | Na powierzchni pobudzonych komórek śródbłonka, kofaktor dla czynnika VIIa.                                                |
| IV    | Ca2+                                                                                      | Niezbędny do aktywacji czynników: II, VII, IX i X.                                                                        |
| V     | proakceleryna                                                                             | Kofaktor konwersji protrombiny w trombinę.                                                                                |
| (VI)  | nieprzypisany, dawniej określany jako akceleryna, która okazała się aktywnym czynnikiem V | |
| VII   | prokonwertyna                                                                             | Aktywuje czynniki IX i X. Aktywowany przez kontakt z TF.                                                                  |
| VIII  | czynnik antyhemofilowy                                                                    | Kofaktor czynnika IX z którym tworzy kompleks.                                                                            |
| IX    | czynnik Christmasa                                                                        | Aktywuje czynnik X do proteazy serynowej – czynnika Xa.                                                                   |
| X     | czynnik Stuart-Prower                                                                     | Tworzy kompleks protrombokiazowy                                                                                          |
| XI    | czynnik przeciwhemofilowy C                                                               | Aktywuje czynnik IX. |
| XII   | czynnik Hagemana (czynnik kontaktowy)                                                     | Aktywuje czynnik XI, powoduje przejście plazminogenu w plazminę (fibrynolizynę) oraz przejście prekalikrein w kalikreiny. |
| XIII  | czynnik stabilizujący fibrynę                                                             | Stabilizuje fibrynę. |

### Płytkowe czynniki krzepnięcia
Są to następujące czynniki: PF1, PF2, PF3 (fosfolipidowy czynnik tromboplastyczny), PF4 (czynnik antyheparynowy).

### Tkankowe czynniki krzepnięcia
Jest to głównie tromboplastyna tkankowa.

### Inne związki zaangażowane w hemostazę
| Nazwa                                          | Funkcja                                                                                     |
| ---------------------------------------------- | ------------------------------------------------------------------------------------------- |
| Czynnik von Willebranda                        | Wiąże czynnik VIII, pośredniczy w adhezji trombocytów.                                      |
| Fibronektyna                                   | Pośredniczy w adhezji trombocytów.                                                          |
| Prekalikreina                                  | Aktywuje czynnik XII, rozpada się na HMWK.                                                  |
| Wielkocząsteczkowy kininogen (HMWK)            | Wspiera wzajemną aktywację czynnika XII, XI i prekalikreiny.                                |
| Antytrombina III                               | Inhibitor czynnika IIa, Xa i innych proteaz.                                                |
| Kofaktor heparyny II                           | Inhibitor czynnika IIa, kofaktor heparyny i siarczanu dermatanu.                            |
| Białko C                                       | Degraduje Va (przy współudziale heparyny) i VIIIa (przy współudziale białka S).             |
| Białko S                                       | Kofaktor aktywowanego białka C, degraduje VIIIa.                                            |
| Białko Z                                       | Pośredniczy w adhezji trombiny do fosfolipidów i stymuluje degradację czynnika X przez ZPI. |
| Inhibitor proteazy związany z białkiem Z (ZPI) | Degraduje czynniki X (w obecności białka Z) i XI (niezależnie).                             |
| Plazminogen                                    | Przekształca się w plazminę, który rozkłada włóknik i inne białka.                          |
| Tkankowy aktywator plazminogenu (tPA)          | Aktywuje plazminogen.                                                                       |
| Urokinaza                                      | Aktywuje plazminogen.                                                                       |
| Inhibitor aktywatora plazminogenu-1 (PAI1)     | Dezaktytwuje tPA i urokinazę (śródbłonkowy PAI).                                            |
| Inhibitor aktywatora plazminogenu-2 (PAI2)     | Dezaktytwuje tPA i urokinazę (łożyskowy PAI).                                               |
| Alfa 2-antyplazmina                            | Inhibitor plazminy.                                                                         |
| Prokoagulant nowotworowy                       | Patologiczny aktywator czynnika X związany z zakrzepicą nowotworową.                        |

## Fibrynoliza
Jest to proces rozpuszczania skrzepów głównie przez plazminę i proteazy leukocytarne.

### Plazmina i aktywacja plazminy
Plazmina powstaje w formie nieaktywnej, produkowana przez komórki wątroby, nerek oraz eozynofile. Funkcją plazminy jest nie tylko rozpuszczanie skrzepu, ale również degradacja osoczowych białek uczestniczących w tym procesie: fibrynogen, czynniki XI, IX, VIII, V. Ponadto posiada zdolność do aktywacji układu dopełniacza poprzez rozszczepienie C3 do C3a i C3b.
Plazmina jest aktywowana za pomocą aktywatorów plazminogenu. Najważniejszymi aktywatorami plazminogenu jest tkankowy aktywator plazminogenu (tPA) i tkankowy aktywator plazminogenu typu urokinazy (uPA). Proces aktywacji plazminogenu hamują inhibitory aktywacji plazminogenu 1 i 2 (PAI-1, PAI-2), również działanie aktywnego enzymu podlega inhibicji ze strony α2-antyplazminy. Aktywna plazmina rozkłada fibrynogen do fragmentów rozpuszczalnych w wodzie. W wyniku działania plazminy na fibrynę i fibrynogen powstają produkty fibrynolitycznej degradacji (PDF), które hamują krzepnięcie i agregację płytek. Układ makrofagów oczyszcza krew z produktów krzepnięcia (nici fibryny, agregaty płytek, zaaktywowane czynniki krzepnięcia).

### Regulacja aktywności plazminy
Czynność układu fibrynolitycznego jest pod kontrolą inhibitorów fibrynolizy:
- α1-antytrypsyny,
- α2-antyplazminy,
- α2-makroglobuliny,
- inhibitorów aktywacji plazminogenu 1 i 2 (PAI-1, PAI-2),
- glikoproteidu bogatego w histydynę (HRG).

## Rola śródbłonka w hemostazie
- Wytwarza i wydziela prostacyklinę PGI2 i tlenek azotu(II), które zapobiegają agregacji płytek krwi oraz rozszerzają naczynia krwionośne.
- Wytwarza śródbłonkową ADP-azę, co zmiesza stężenie ADP w osoczu – głównego aktywatora płytek, co zapobiega uwalnianiu zawartości ziarnistości trombocytów.
- Na jego powierzchni znajduje się antytrombina III oraz substancje podobne do heparyny.
- Zawiera trombomodulinę – receptor dla trombiny, która wiążąc się z nim traci zdolność do aktywacji fibrynogenu, jednocześnie posiada zdolność do aktywacji białka C.
- Wydziela t-PA.

## Zaburzenia układu hemostazy
- skazy krwotoczne
  - skazy osoczowe
  - skazy płytkowe
  - skazy naczyniowe
- niedobór witaminy K
- dysfunkcje układu antykoagulacyjnego
  - niedobór białka C
  - niedobór białka S
  - niedobór antytrombiny
- zakrzepica
- zespół rozsianego wykrzepiania wewnątrznaczyniowego
- zakrzepowa plamica małopłytkowa.